# Daleko od noszy
Daleko od noszy – polski sitcom emitowany przez telewizję Polsat od 25 grudnia 2003 do 14 stycznia 2009. Jest kontynuacją serialu komediowego Szpital na perypetiach (2001–2003), który był w dużym stopniu realizowany przez ten sam zespół filmowy.

## Fabuła
Akcja serialu toczy się na oddziale chirurgicznym, na czwartym piętrze Szpitala Miejskiego nr 1 im. A. Kopernika.
Serial stanowi parodię realiów szpitalnych w Polsce i kładzie nacisk na relacje w obrębie zespołu medycznego i stosunek pracowników placówki do pacjentów. Postępowanie ordynatora Łubicza z personelem uosabia feudalne stosunki w polskiej służbie zdrowia, mobbing i wszechwładzę kadry kierowniczej. Mimo przerysowania zarówno postaci oraz sytuacji przedstawionych w serialu, sitcom wydaje się oddawać społeczną percepcję stanu polskich szpitali oraz mentalności części personelu medycznego.

## Obsada

### Główni bohaterowie
| Aktor                | Rola                                  | Lata występowania | Pierwszy odcinek | Ostatni odcinek |
| -------------------- | ------------------------------------- | ----------------- | ---------------- | --------------- |
| Krzysztof Kowalewski | ordynator Zygmunt (lub Marian) Łubicz | 2003–2009         | 1                | 167             |
| Hanna Śleszyńska     | siostra Genowefa Basen                | 2003–2009         | 1                | 167             |
| Paweł Wawrzecki      | dr Roman Kidler                       | 2003–2009         | 1                | 167             |
| Piotr Gąsowski       | dr Czesław Basen                      | 2003–2009         | 1                | 167             |
| Anna Przybylska      | dr Karina                             | 2004–2008         | 14               | 140             |
| Agnieszka Suchora    | siostra Barbara Es                    | 2004–2009         | 42               | 167             |
| Krzysztof Tyniec     | dr Rudolf Wstrząs                     | 2004–2009         | 41               | 167             |
| Magdalena Mazur      | siostra Magda                         | 2003–2009         | 1                | 167             |
| Bogusław Kaczmarczyk | pacjent Bogumił Nowak                 | 2003–2009         | 1                | 164             |
| Krzysztof Prałat     | stażysta Piotr Mrozowicz              | 2004              | 3                | 6               |
| Aleksandra Woźniak   | stażystka Zuzanna                     | 2003–2004         | 1                | 13              |
| Violetta Kołakowska  | radiolog Beata                        | 2003–2004, 2007   | 2                | 115             |
| Jerzy Turowicz       | konserwator Tępień                    | 2003, 2006, 2008  | 1                | 151             |
| Sławomir Cherubiński | pacjent "Kudłaty"                     | 2003–2004         | 2                | 13              |
| Włodzimierz Midak    | pacjent Szmuldziński                  | 2003–2005         | 1                | 45              |

### Gościnne występy
| Aktor                            | Rola                                                     | Lata występowania    | Numery odcinków                             |
| -------------------------------- | -------------------------------------------------------- | -------------------- | ------------------------------------------- |
| Zbigniew Paterak                 | gangster Zenek „Białko"                                  | 2003                 | 1                                           |
| Tomasz Preniasz-Struś            | komisarz                                                 | 2003                 | 3                                           |
| Dominik Motyka                   | antyterrorysta                                           | 2003                 | 3                                           |
| Jan Fawlun                       | antyterrorysta                                           | 2003                 | 3                                           |
| Katarzyna Śmiechowicz            | pacjentka Monika Ignaszewicz                             | 2003                 | 2–3                                         |
| Zbigniew Moskal                  | ojciec Szymon                                            | 2003                 | 6                                           |
| Aneta Zając                      | córka pacjenta Półpielca                                 | 2003                 | 7                                           |
| Adrian Perdjon                   | syn pacjenta Półpielca                                   | 2003                 | 7                                           |
| Anna Gornostaj                   | Półpielcowa                                              | 2003                 | 7                                           |
| Michał Fronczak                  | antyterrorysta                                           | 2003                 | 3                                           |
| Michał Fronczak                  | ochroniarz BOR-u                                         | 2004                 | 15                                          |
| Jan Jurewicz                     | chory psychicznie psychiatra                             | 2004                 | 27–28                                       |
| Małgorzata Ostrowska-Królikowska | redaktor Elwira Zduńczyk                                 | 2004                 | 29                                          |
| Grzegorz Wons                    | Edek Łowiecki                                            | 2004                 | 31                                          |
| Ewa Ziętek                       | Zenona Oberman, instruktorka szkoły przetrwania          | 2004                 | 38                                          |
| Krystyna Sienkiewicz             | Maryna Kidler z d. Kugelschreiber, matka doktora Kidlera | 2004                 | 39                                          |
| Tadeusz Woszczyński              | pacjent                                                  | 2003–2004            | 13, 18                                      |
| Tadeusz Woszczyński              | wędkarz                                                  | 2004                 | 14                                          |
| Tadeusz Woszczyński              | Zygmunt Tumiłowicz, przedwcześnie pochowany pacjent      | 2004                 | 44                                          |
| Tadeusz Woszczyński              | diabeł w przebraniu anioła                               | 2005                 | 51                                          |
| Juliusz Chrząstowski             | Hektor Walisiak                                          | 2005                 | 67                                          |
| Andrzej Brzeski                  | właściciel firmy pogrzebowej "Najwyższy czas"            | 2004                 | 23                                          |
| Andrzej Brzeski                  | komornik                                                 | 2005                 | 69                                          |
| Gabriela Czyżewska               | "córeczka" Kidlera                                       | 2005                 | 75                                          |
| Sylwia Najah                     | pielęgniarka                                             | 2004–2005            | 40, 56–76                                   |
| Henryk Gołębiewski               | pacjent – palacz w kotłowni teatralnej                   | 2004                 | 22                                          |
| Henryk Gołębiewski               | hydraulik „Zyga” Drychała                                | 2004                 | 32                                          |
| Henryk Gołębiewski               | parkingowy Gandera                                       | 2006                 | 88                                          |
| Daniel Olbrychski                | wiedźmin                                                 | 2006                 | 83                                          |
| Mieczysław Kadłubowski           | pacjent Niepylak                                         | 2005                 | 49                                          |
| Mieczysław Kadłubowski           | pacjent Ryszard Obrębiak                                 | 2006                 | 93                                          |
| Artur Balczyński                 | Władysław Leśniewski, pacjent mieszkający w lesie        | 2006                 | 94                                          |
| Paweł Tucholski                  | pacjent z trzecim okiem                                  | 2006                 | 95                                          |
| Artur Kocięcki                   | Gangster, który stracił linie papilarne                  | 2006                 | 98                                          |
| Ewelina Strajeki                 | śpiewaczka operowa                                       | 2006                 | 98                                          |
| Tomasz Zaród                     | podróżnik, który był pacjentem na oddziale               | 2006                 | 99                                          |
| Martyna Kliszewska               | Dorota, bohaterka telenoweli "Wichry przeznaczenia"      | 2007                 | 110                                         |
| Marcin Rychcik                   | Rafał, bohater telenoweli "Wichry przeznaczenia"         | 2007                 | 110                                         |
| Andrzej Niemirski                | Półpielec                                                | 2005                 | 52                                          |
| Andrzej Niemirski                | Ryszard Rosikoń                                          | 2005                 | 55                                          |
| Andrzej Niemirski                | reżyser Zibi                                             | 2007                 | 115                                         |
| Jacek Kałucki                    | Kostka                                                   | 2005                 | 66                                          |
| Jacek Kałucki                    | myśliwy                                                  | 2007                 | 119                                         |
| Antoni Ostrouch                  | myśliwy                                                  | 2007                 | 119                                         |
| Andrzej Pieczyński               | kontroler mgr Wigoń pseudo "Lulek"                       | 2007                 | 128, 130                                    |
| Marek Bocianiak                  | policjant                                                | 2005                 | 69                                          |
| Marek Bocianiak                  | pacjent                                                  | 2007                 | 138                                         |
| Paweł Konopczyński               | Henryk Wigoń                                             | 2007                 | 121                                         |
| Witold Żaboklicki                | pacjent                                                  | 2007                 | 138                                         |
| Andrzej Dębski                   | pacjent Bronisław Symulant                               | 2007                 | 138                                         |
| Michał Breitenwald               | pacjent                                                  | 2007                 | 138                                         |
| Jacek Domański                   | pacjent z radiem                                         | 2008                 | 140                                         |
| Marian Glinka                    | sanitariusz Robert Misiak                                | 2004–2005, 2007–2008 | 36–37, 70, 118, 126, 131, 134–135, 138, 141 |
| Jacek Braciak                    | szef firmy produkującej środki dla kulturystów           | 2008                 | 141                                         |
| Magdalena Stużyńska              | terapeutka                                               | 2005–2006            | 76, 81–82                                   |
| Magdalena Stużyńska              | Dorota                                                   | 2008                 | 142                                         |
| Tadeusz Ross                     | Marcel, instruktor szkoły przetrwania                    | 2004                 | 38                                          |
| Tadeusz Ross                     | Jean Paul Armaniac, wysoki komisarz z Unii Europejskiej  | 2005                 | 53, 58                                      |
| Tadeusz Ross                     | Portugalczyk Alfonso                                     | 2006                 | 92                                          |
| Tadeusz Ross                     | minister                                                 | 2007                 | 107                                         |
| Tadeusz Ross                     | redaktor Wilczór                                         | 2007                 | 137                                         |
| Tadeusz Ross                     | przewodniczący komisji                                   | 2008                 | 143                                         |
| Mirosław Zbrojewicz              | redaktor Pakuła                                          | 2008                 | 145                                         |
| Zbigniew Lesień                  | redaktor naczelny czasopisma "Przyszłość bez tajemnic"   | 2008                 | 145                                         |
| Wiktor Zborowski                 | Ludwik "Kopyto" Ignaszewicz                              | 2003                 | 2                                           |
| Wiktor Zborowski                 | Czyprian Królewski                                       | 2008                 | 150                                         |
| Katarzyna Cichopek               | policjantka Asia                                         | 2008                 | 152                                         |
| Joanna Liszowska                 | Iza, była kochanka salowego Basena                       | 2008                 | 153                                         |
| Grażyna Wolszczak                | mgr Luiza                                                | 2008                 | 154                                         |
| Katarzyna Skrzynecka             | prof. Ewa Wilczur                                        | 2008                 | 155                                         |
| Przemysław Saleta                | ochroniarz Kidlera                                       | 2008                 | 156                                         |
| Michał Wiśniewski                | Śniacz                                                   | 2008                 | 157                                         |
| Anna Głogowska                   | partnerka Wstrząsa                                       | 2008                 | 158                                         |
| Ryszard Rynkowski                | producent                                                | 2008                 | 159                                         |
| Piotr Fronczewski                | komentator sportowy Zdzisław Półpielec                   | 2008                 | 160                                         |
| Weronika Rosati                  | siostra Basen po operacji plastycznej                    | 2008                 | 161                                         |
| Jerzy Moes                       | pacjent Marczak                                          | 2008                 | 164                                         |
| Jerzy Żydkiewicz                 | pacjent                                                  | 2007–2008            | 134, 162, 164                               |
| Mariusz Pudzianowski             | Juliusz, kochanek siostry Basen                          | 2008                 | 166                                         |
| Karol Stępkowski                 | pacjent                                                  | 2008–2009            | 162, 167                                    |

## Spis serii
| Seria | Okres emisji | Odcinki      | Premiera serii   | Finał serii          | Pora emisji     |
| ----- | ------------ | ------------ | ---------------- | -------------------- | --------------- |
| 1     | 2003/2004    | 1–26 (26)    | 25 grudnia 2003  | 25 grudnia 2003      | czwartek 22.30  |
| 1     | 2003/2004    | 1–26 (26)    | 31 grudnia 2003  | 31 grudnia 2003      | środa 22.30     |
| 1     | 2003/2004    | 1–26 (26)    | 9 stycznia 2004  | 27 lutego 2004       | piątek 20.10    |
| 1     | 2003/2004    | 1–26 (26)    | 4 marca 2004     | 3 czerwca 2004       | czwartek 21.00  |
| 1     | 2003/2004    | 1–26 (26)    | 17 czerwca 2004  | 24 czerwca 2004      | czwartek 20.35  |
| 2     | jesień 2004  | 27–44 (18)   | 2 września 2004  | 9 września 2004      | czwartek 20.30  |
| 2     | jesień 2004  | 27–44 (18)   | 16 września 2004 | 16 grudnia 2004      | czwartek 21.00  |
| 2     | jesień 2004  | 27–44 (18)   | 23 grudnia 2004  | 30 grudnia 2004      | czwartek 20.00  |
| 3     | wiosna 2005  | 45–60 (16)   | 6 marca 2005     | 26 czerwca 2005      | niedziela 18.15 |
| 4     | jesień 2005  | 61–76 (16)   | 4 września 2005  | 18 grudnia 2005      | niedziela 18.15 |
| 5     | wiosna 2006  | 77–91 (15)   | 5 marca 2006     | 2 lipca 2006         | niedziela 18.15 |
| 6     | jesień 2006  | 92–105 (14)  | 13 września 2006 | 25 października 2006 | środa 21.45     |
| 6     | jesień 2006  | 92–105 (14)  | 8 listopada 2006 | 27 grudnia 2006      | środa po 22.00  |
| 7     | wiosna 2007  | 106–123 (18) | 7 marca 2007     | 4 lipca 2007         | środa ok. 23.00 |
| 8     | jesień 2007  | 124–136 (13) | 2 września 2007  | 2 grudnia 2007       | niedziela 19.30 |
| 9     | wiosna 2008  | 137–150 (14) | 2 marca 2008     | 1 czerwca 2008       | niedziela 19.30 |
| 10    | 2008/2009    | 151–167 (17) | 10 września 2008 | 14 stycznia 2009     | środa po 23.00  |